# حوش ابكر
مدينة الحوش مدينة من مدن ولاية الجزيرة السودانية. تقع بالقرب من مدينة ودمدني ومدینة المناقل تضم مدينة قرى كثيرة تصل إلى 88 قرية كانت محلية من مومدین حليات ثم أصبحت قطاعا وتم نقل المحلية إلى بركات تم تأسيس مدينة الحوش بواسطة أحمد ابكر وترجع تسميتها لان مؤسسها سكن فيها وحوش بيته بالقش خوفا من الحيوانات المفترسة.